# Nuculana concentrica
Nuculana concentrica – gatunek małża morskiego należącego do podgromady pierwoskrzelnych.
Muszla wielkości mniejszej niż 0,6 cm. Kolor muszli żółto-brązowy, wnętrze białe. 
Siedliskiem jest piaszczysty muł umiarkowanie głębokich wód otwartych. Są rozdzielnopłciowe, bez zaznaczonych różnic płciowych w budowie muszli. Odżywiają się planktonem oraz detrytusem.
Występuje w Ameryce Północnej  Na terenie USA występuje  od Florydy do Teksasu.